# Amphoriscus synapta
Amphoriscus synapta är en svampdjursart som först beskrevs av Schmidt in Haeckel 1872.  Amphoriscus synapta ingår i släktet Amphoriscus och familjen Amphoriscidae. Inga underarter finns listade i Catalogue of Life.